# Транспорт Фіджі
Транспорт Фіджі представлений автомобільним , залізничним , повітряним , водним (морським, річковим) , у населених пунктах  та у міжміському сполученні діє громадський транспорт пасажирських перевезень. Площа країни дорівнює 18 274 км² (157-ме місце у світі). Форма території країни — архіпелажна, трохи видовжена в широтному напрямку; максимальна дистанція з півночі на південь — 650 км, зі сходу на захід — 970 км; розміри найбільшого острова (Віті-Леву) — 100 x 135 км. Географічне положення Фіджі дозволяє країні контролювати транспортні шляхи в центральній частині акваторії Тихого океану, між сусідніми країнами Океанії.

## Автомобільний
Загальна довжина автошляхів на Фіджі, станом на 2011 рік, дорівнює 3 440 км, з яких 1 686 км із твердим покриттям і 1 754 км без нього (163-тє місце у світі).

## Залізничний
Загальна довжина залізничних колій країни, станом на 2008 рік, становила 597 км (110-те місце у світі), з яких 597 км вузької 600-мм колії Залізниця — власність державної цукрової компанії, що використовує її для транспортування цукрової тростини під час збору врожаю з травня по грудень.

## Повітряний
У країні, станом на 2013 рік, діє 28 аеропортів (121-ше місце у світі), з них 4 із твердим покриттям злітно-посадкових смуг і 24 із ґрунтовим. Аеропорти країни за довжиною злітно-посадкових смуг розподіляються наступним чином (у дужках окремо кількість без твердого покриття):
- довші за 10 тис. футів (>3047 м) — 1 (0);
- від 8 тис. до 5 тис. футів (2437—1524 м) — 1 (0);
- від 5 тис. до 3 тис. футів (1523—914 м) — 2 (5);
- коротші за 3 тис. футів (<914 м) — 0 (19)[1].

У країні, станом на 2015 рік, зареєстровано 2 авіапідприємства, які оперують 12 повітряними суднами. За 2015 рік загальний пасажирообіг на внутрішніх і міжнародних рейсах становив 1,3 млн осіб. За 2015 рік повітряним транспортом було перевезено 83,7 млн тонно-кілометрів вантажів (без врахування багажу пасажирів).
Фіджі є членом Міжнародної організації цивільної авіації (ICAO). Згідно зі статтею 20 Чиказької конвенції про міжнародну цивільну авіацію 1944 року, Міжнародна організація цивільної авіації для повітряних суден країни, станом на 2016 рік, закріпила реєстраційний префікс — DQ, заснований на радіопозивних, виділених Міжнародним союзом електрозв'язку (ITU). Аеропорти Фіджі мають літерний код ІКАО, що починається з — NF.

## Водний

### Морський
Головні морські порти країни: Лаутока, Левука, Сува.
Морський торговий флот країни, станом на 2010 рік, складався з 11 морських суден з тоннажем більшим за 1 тис. реєстрових тонн (GRT) кожне (108-ме місце у світі), з яких: пасажирських суден — 4, вантажно-пасажирських суден — 4, рефрижераторів — 1, ролкерів — 2.
Станом на 2010 рік, кількість морських торгових суден, що ходять під прапором країни, але є власністю інших держав — 2 (Австралії).

### Річковий
Загальна довжина судноплавних ділянок річок і водних шляхів доступних для суден 2012 року становила 203 км (97-ме місце у світі). 122 км водних шляхів доступні лише для малих моторизованих суден і бараж з тоннажем до 200 тонн.

## Державне управління
Держава здійснює управління транспортною інфраструктурою країни через міністерство інфраструктури і транспорту. Станом на 3 листопада 2016 року міністерство в уряді Джозаї Вореге Байнімарами очолював Парвін Бала.

### Українською
- Атлас. 10-11 клас. Економічна і соціальна географія світу / упорядники :  О. Я. Скуратович, Н. І. Чанцева. — К. : ДНВП «Картографія», 2010. — ISBN 978-966-475-639-3.
- Атлас світу / голов. ред. І. С. Руденко ; зав. ред. В. В. Радченко ; відп. ред. О. В. Вакуленко. — К. : ДНВП «Картографія», 2005. — 336 с. — ISBN 9666315467.
- Безуглий В. В. Економічна і соціальна географія зарубіжних країн : Навчальний посібник. — К. : ВЦ «Академія», 2007. — 704 с. — ISBN 978-966-580-239-6.
- Безуглий В. В., Козинець С. В. Регіональна економічна і соціальна географія світу : Навчальний посібник. — видання 2-ге, доп., перероб. — К. : ВЦ «Академія», 2007. — 688 с. — ISBN 966-580-144-9.
- Головченко В., Кравчук О. Країнознавство: Азія, Африка, Латинська Америка, Австралія і Океанія. — К., 2006. — 335 с. — ISBN 966-8939-04-2.
- Дахно І. І. Країни світу: Енциклопедичний довідник / І. І. Дахно, С. М. Тимофієв. — К. : Мапа, 2011. — 606 с. — (Бібліотека нового українця) — ISBN 978-966-8804-23-6.
- Дахно І. І. Економічна географія зарубіжних країн : навчальний посібник. — К. : Центр учбової літератури, 2014. — 319 с. — ISBN 978-611-01-0682-5.
- Дорошенко В. І. Географія транспорту : Навчальний посібник / В. І. Дорошенко, К. Д. Діденко. — К. : Київський нац. ун-т ім. Т. Шевченка, 2010. — 183 с. — ISBN 978-966-439-329-1.
- Дубович І. А. Країнознавчий словник-довідник. — 5-те вид., перероб. і доп. — К. : Знання, 2008. — 839 с. — ISBN 978-966-346-330-8.
- Книш М. М., Мамчур О. І. Регіональна економічна і соціальна географія світу (Латинська Америка та Карибські країни, Африка, Азія, Океанія) : навч. посіб. — Л. : ЛНУ ім. Івана Франка, 2013. — 368 с. — ISBN 978-617-10-0007-0.
- Економічна і соціальна географія країн світу : Навчальний посібник / За ред. С. П. Кузика. — Л. : Світ, 2002. — 672 с. — ISBN 966-603-178-7.
- Зарубіжна транспортна географія : навчальний посібник / уклад. : Петрашевський О. Л. и др. — К. : Національний транспортний університет, 2015. — 95 с. — ISBN 978-966-632-227-5.
- Юрківський В. М. Регіональна економічна і соціальна географія. Зарубіжні країни : Підручник. — К. : Либідь, 2001. — 416 с. — ISBN 966-06-0092-5.

### Англійською
- (англ.) Modern Transport Geography / Hoyle, B. and R. Knowles (eds). — Second Edition,. — London : Wiley, 1998.
- (англ.) Rodrigue, J-P. The Geography of Transport Systems. — Fourth Edition. — N. Y. : Routledge, 2017. — 440 с. — ISBN 978-1138669574.
- (англ.) Taaffe E. J., Gauthier H. L. and O'Kelly M. E. Geography of transportation. — Second Edition. — N. Y. : Prentice Hall, 1996. — ISBN 0-13-368572-1.
- (англ.) Black, W. Transportation: A Geographical Analysis. — N. Y. : Guilford, 2003.

### Російською
- (рос.) Максаковский В. П. Географическая картина мира. Книга I: Общая характеристика мира. — М. : Дрофа, 2008. — 495 с. — ISBN 978-5-358-05275-8.
- (рос.) Максаковский В. П. Географическая картина мира. Книга II: Региональная характеристика мира. — М. : Дрофа, 2009. — 480 с. — ISBN 978-5-358-06280-1.
- (рос.) Физико-географический атлас мира. — М. : Академия наук СССР и главное управление геодезии и картографии ГГК СССР, 1964. — 298 с.
- (рос.) Шаповал Н. С. Транспортная география и транспортные системы мира : учебное пособие. — К. : Центр учбової літератури, 2006. — 188 с. — ISBN 000-0000-00-4.
- (рос.) Экономическая, социальная и политическая география мира. Регионы и страны / под ред. С. Б. Лаврова, Н. В. Каледина. — М. : Гардарики, 2002. — 928 с. — ISBN 5-8297-0039-5.
- (рос.) Энциклопедия стран мира / глав. ред. Н. А. Симония. — М. : НПО «Экономика» РАН, отделение общественных наук, 2004. — 1319 с. — ISBN 5-282-02318-0.